# Adela metallica
Adela metallica is een vlinder uit de familie van de langsprietmotten (Adelidae). De wetenschappelijke naam van de soort is voor het eerst geldig gepubliceerd in 1761 door Nicolaus Poda von Neuhaus.